# Hanny Firla
Hanny Firla, občanským jménem Jan Firla (* 17. září 1992 Šumperk), je český herec, moderátor, zpěvák a tanečník. Absolvoval Konzervatoř a VOŠ Jaroslava Ježka, trojobor herectví, zpěv a tanec. Získal tři Studentské Thálie a je členem divadelního projektu IMPRA. Nyní externě hostuje v divadlech v Praze, Chebu a Karlových Varech. Pro Red Bull natáčí podcast Tvoje Role.

## Aktuální projekty
- IMPRA (od 2014)
- Buz*ci (od 2019) – flákačská komedie o konci světa; režie: Peter Serge Butko
- ICE COLD ONLY (od 2018) – show, která se odehrává v reálném barovém prostředí; režie: Ladislav Karda
- Škola základ života (od 2019) – ZDCH/KMD; režie: Ivana Dukić a Zdeněk Bartoš
- Boryš umí po skalinách (od 2018) – ZDCH/KMD; režie: Ivana Dukić a Zdeněk Bartoš
- R.U.R. (od 2019) – ZDCH; režie: Zdeněk Bartoš
- Tvoje Role (od 2017) – podcast[2]
- Šumperský Majáles[3] (od 2017)
- Statement[4] (od 2019) – fullprint merch na míru

#### Rozhovory
- PechaKucha: https://www.youtube.com/watch?v=4fmDEHj-YXM
- celý den s HF: https://www.redbull.com/cz-cs/hanny-firla-video-rozhovor-impra
- LifeTv: https://www.youtube.com/watch?v=q8kcRlR749w